# Lafuentea
Lafuentea je biljni rod iz porodice trpučevki, dio je tribusa Antirrhineae.
Postoje svega dvije vrste, jedna iz Maroka, i jedna iz jugoistične Španjolske
Ime roda Lafuentea je u čast Tadea Lafuentea (r. oko 1780.), španjolskog vojnog liječnika koji je pisao o žutoj groznici. Prvi put je opisan i objavljen u Gen. Sp. pl. na stranici 19 1816.

## Vrste
1. Lafuentea jeanpertiana Maire, Maroko
2. Lafuentea rotundifolia Lag., Španjolska